# Ana Carolina Ayora
Ana Carolina Ayora (Miami, 8 juli 1983) is een Colombiaans-Amerikaans actrice en is vooral bekend om haar rol als Nuria Sota in de film The Big Wedding. Daarnaast staat Ayora bekend als Nina Cruz in de televisieserie Banshee en als agent Whitcher in de film Captain Marvel.

## Carrière
Ayora's ouders emigreerden naar Amerika en komen oorspronkelijk uit de Colombiaanse regio Antioquia. In haar jeugd groeide Ayora op met zowel de Engelse als Spaanse taal, mede doordat zij vaak in de zomer terugkeerde naar Colombia, waar Spaans wordt gesproken.
Op haar twintigste begon zij aan ballet, maar zij moest in verband met een ligamentblessure al vrij snel opgeven. Niet lang daarna koos Ayora, dankzij een tip van een vriendin op de hogeschool, voor het beroep van actrice. Ayora zei destijds daarover: "The next thing I knew I was booking commercials. That's what I realized I liked being in front of the camera acting, rather than other modeling."
Op jonge leeftijd was Ayora liefhebster van de film Annie, maar dat was voor haar nog niet de aanleiding om zichzelf als actrice te zien. "I must say that while growing up I was not a big fan of cinema or television...I was very social and I spent more outside the house than lying in an armchair in front of a screen. But now I'm here, in this job, you see how fate ends up marking your path in one way or another." Haar carrière begon pas echt toen zij kleine rollen vertolkte in de film Marley & Me en in de televisieserie Castle.
Ayora werkte destijds ook bij het bedrijf American Apparel en in een club genaamd Touch. Tijdens de lunch zou zij vaak zijn weggegaan om auditie te doen voor verschillende (film)rollen. Uiteindelijk werd haar de rol van Nuria Soto aangeboden in de film The Big Wedding (met onder meer Robert De Niro, Diane Keaton en Katherine Heigl), wat uiteindelijk voor haar de doorbraak was. Het enige wat (deels) ontbrak was haar traditionele latino-accent, waarvoor zij moest gaan oefenen. Na The Big Wedding deed Ayora onder meer mee met Captain Marvel, dat onderdeel was van de inmiddels succesvolle Marvel Cinematic Universe-franchise.

## Film- en televisierollen
| Jaar | Titel             | Rol            | Opmerkingen |
| ---- | ----------------- | -------------- | ----------- |
| 2008 | Marley & Me       | Viviana        |             |
| 2011 | Phoenix Falling   | Katie Martinez |             |
| 2013 | The Big Wedding   | Nuria Soto     |             |
| 2014 | Redeemed          | Julia          |             |
| 2016 | Ride Along 2      | Server         |             |
| 2017 | Chronologia Human | Ana            |             |
| 2019 | Captain Marvel    | Agent Whitcher |             |

| Jaar      | Titel               | Rol          | Opmerkingen                                       |
| --------- | ------------------- | ------------ | ------------------------------------------------- |
| 2009      | Lincoln Heights     | Ana          | 2 afleveringen                                    |
| 2009      | Castle              | Jonge vrouw  | Aflevering: "One Man's Treasure"                  |
| 2010      | Savage County       | Izzy         | Televisiefilm                                     |
| 2013      | Meddling Mom        | Yolanda Vega | Televisiefilm                                     |
| 2013-2016 | Banshee             | Nina Cruz    | Gastrol (seizoen 1); terugkerende rol (seizoen 4) |
| 2014      | Chop Shop           | Sofia        | Hoofdrol                                          |
| 2017      | Major Crimes        | Sofia Luna   | 2 afleveringen                                    |
| 2018      | MacGyver            | Kamila       | Aflevering: "Wind + Water"                        |
| 2020      | The Christmas House | Andi         | Televisiefilm (Hallmark)                          |